# رودخانه‌های افسانه‌ای نورس

## اِلیواگار (Elivagar)
در اساطیر نورس اِلیواگار به معنای موج های یخی رودخانه هایی هستند که از ابتدای جهان در گینونگاگپ وجود داشته اند. این یازده رودخانه عبارتند از سُوِل، گونثرا، فیورم، فیمبولثول، سلایدر، هرید، سیلگ، یلگیر، وید، لیپتر، جول (ژول). بسیاری دیگر از رودخانه ها با نام در هر دو اِدا ذکر شده‌اند (ادای منثور و ادای شاعرانه) ایلواگار همچنین در منشأ یمیر وجود داشته اند. بر طبق وافثرودنیسمال (سومین شعر در ادای شاعرانه) یمیر از سمی که از این رودخانه ها ریخته شده به وجود آمده است. همانطور که گفته شد این سم وقتی یخ زد ساحل آن را فرا گرفت، در هوای معتدل گینونگاگپ باران بارید، این آهک که از سرمازدگی نیفلهایم ناشی شده است و الیواگار منبع شان را در هورگلمیر پیدا می کند، و شروع کرد به پر کردن خلاء. سپس با گرمای موسپل هایم ذوب شد و چکه کرد و شکل داد به یمیر

## جول (ژول، Gjöll)
ژول رودخانه است که در اساطیر نورس زندگی را از مردگان جدا می کند، ژول یکی از یازده رودخانهٔ ایلواگار است. این رودخانه در نزدیکی دروازهٔ زیرزمین وجود دارد و مردگان باید از روی پلی بر روی این رودخانه عبور کنند تا برسند به هل هایم برسند. این پس توسط مودگودر محافظت می شود. 

## ایفینگر (Ífingr)
ایفینگر رودخانه است که آسگارد را از یوتون هایم جدا می کند. جان لیندو (John Lindow) در اسطوره شناسی نورس (2001) در اشاره به ایفینگر اظهار دارد که رودخانه ای که هیچ وقت یخ روی آن تشکیل نمی‌شود رودخانه ای است که سریع می رود و به آب زدن (رفتن به درون آب) بسیار سخت است. 

## کیرلاوگار (Kerlaugar)
کیرلاوگار به معنای حمام آب گرم کن دو رودخانه است که ثور از طریق آن ها می رود.                                                                                                                                                                

## کورمت و اورمت (Körmt and Örmt)
کورمت و اورمت دو رودخانه هستند که هر روز ثور برای قضاوت در ایگدراسیل از آن عبور می کند.

## رودخانهٔ سلایدر (Slidr River)
در اساطیر نورس ، اسلاید رودخانه ای در هل ، سرزمین مردگان است. یخچالهای طبیعی از چاه انجماد هورگلمیر به داخل آن می ریزند و شمشیرها در زیر آبهای آن می چرخند.

## وادگیلمیر (Vadgelmir)
وادگیلمیر در اساطیر نورس رودخانه ای است که خاصیت مجازات دروغگو ها را دارد. این رودخانه در شعر نوردیک سیگورثارکویدا فافنیسبانا اُنور (SigurÞarkviða Fafnisbana Önnur) (دومین دروغ سیگرد فافنیکیدی) ذکر شده است.

## رودخانهٔ ویمور (Vimur River)
در اساطیر نورس ویمور بزرگترین رودخانهٔ ایلیواگار. ثور برای رسیدن به محل اقامت گیرود (یک یوتون) از آن عبور کند، نیروی رودخانه ثور را تهدید کرد که دور خواهد انداخت. دختر گیرود، گیالپ سعی کرد با ادرار کردن در رودخانه او را غرق کند و باعث سرآزیر شدن آن شود. ثور سنگی به رودخانه پرتاب کرد و به طور مؤثر جریان را متوقف کرد. این، باهم با کمک یک درخت بارانک برگ شانه ای به ثور کمک کرد تا از رودخانه عبور کند.